# Senza (Thegiornalisti)
Senza è un singolo del gruppo musicale italiano Thegiornalisti, pubblicato il 5 aprile 2017 dalla Carosello Records.

## Tracce
Download digitale
1. Senza – 3:23

7" – Senza/Non caderci mai più (Italia)
- Lato A

1. Senza – 3:23

- Lato B

1. Non caderci mai più – 3:22

## Formazione
Gruppo
- Tommaso Paradiso – voce, tastiera, cori
- Marco Antonio "Rissa" Musella – chitarra
- Marco Primavera – batteria, percussioni, cori

Altri musicisti
- Dario "Dardust" Faini – pianoforte, sintetizzatore, cori
- Matteo Cantaluppi – basso synth, programmazione